# Bezdrîk, raionul Sumî, regiunea Sumî
Bezdrîk (în ucraineană Бездрик) este o comună în raionul Sumî, regiunea Sumî, Ucraina, formată numai din satul de reședință.

## Demografie
Componența lingvistică a comunei Bezdrîk
     Ucraineană (91,95%)
     Rusă (7,64%)
     Alte limbi (0,41%)
Conform recensământului din 2001, majoritatea populației comunei Bezdrîk era vorbitoare de ucraineană (91,95%), existând în minoritate și vorbitori de rusă (7,64%).